# كورنيتيس دي بيسي
كورنيتيس دي بيسي (بالإنجليزية: Cornettes de Bise)‏ هو أحد جبال سلسلة جبال الألب شابلايس وجزء من القمة الأم مون بلون يقع في كانتون فاليز، سويسرا. يبلغ ارتفاع الجبل حوالي 2432 متر، بينما يبلغ ارتفاع نتوء الجبل 1063 متر.